# رافائيل فيرنانديز
رافائيل فيرنانديز هو منافس ألعاب قوى برازيلي، ولد في 8 نوفمبر 1984 في ساو برناردو دو كامبو في البرازيل.

## وصلات خارجية
- رافائيل فيرنانديز على موقع الاتحاد الدولي لألعاب القوى (الإنجليزية)